# Rok Kosmač
Rok Kosmač, slovenski pevec zabavne glasbe, * 16. september 1985, Ljubljana
Danes dela kot voznik viličarja. Še vedno je aktiven tudi v glasbi. Trenutno aktualna skladba je »Modro« (avtor besedila in melodije Rok Kosmač, aranžma Dejan Dimec) izzid 20.5.2022

## Biografija
Kot otrok si je na televiziji ogledal film Great Balls Of Fire, ki prikazuje življenje pevca Jerryja Leeja Lewisa. Roka je film tako navdušil, da si je zaželel postati glasbenik. Priučil se je igranja klavirja in se od 18. leta preživljal kot glasbenik. Rok še vedno deluje kot glasbenik, piše pesmi, stalno nastopa, je pa res, da glasba ni več njegov edini vir zaslužka.

## Glasba
Kosmač je pri 17 letih v televizijski oddaji Orion debitiral s pesmijo »Ne pozabi me ti«, za katero je besedilo in glasbo napisal sam; skladba je osvojila tudi naziv Orionova pesem leta 2002. Na prireditvi EMA 2007 se je predstavil s pesmijo »Ko še spiš«, ki jo je kasneje priredil še za angleški trg in z njo sodeloval pri projektu Second Chance.
Rok je do sedaj posnel tri albume. Prvi se imenuje RoKosmač, drugi Živim le zate, tretji pa Prepusti se. Rok je še vedno glasbeno aktiven. Trenutno je v nastajanju 4. album.  
Nove aktualne skladbe: Ker ti - Rok Kosmač  izzid: junij 2021, Modro - Rok Kosmač izzid: junij 2022.  

### Nastopi na glasbenih festivalih

#### Melodije morja in sonca
- 2003: »Mala« (R. Kosmač / R. Kosmač / A. Zibelnik) – nagrada za najboljšo melodijo
- 2004: »Biseri v očeh« (R. Kosmač / R. Kosmač / A. Zibelnik) – nagrada za najboljšo melodijo
- 2005: »Živim le zate« (R. Kosmač / R. Kosmač / M. Štibernik) – 5. mesto
- 2006: »Misli kaj name« (R. Kosmač / R. Kosmač / M. Gorše, T. Mihelič) – 6. mesto

#### Hit festival
- 2004: »Ko pride čas« (R. Kosmač / R. Kosmač / A. Zibelnik)

#### EMA
- 2007: »Ko še spiš« (R. Kosmač / R. Kosmač / F. Zabukovec)

## Uspehi Roka Kosmača
- Album RoKosmač je bil prodan v nakladi 21.000 izvodov in si s tem prislužil dvojno platinasto ploščo
- 2. mesto na festivalu Melodije morja in sonca s pesmijo »Mala« leta 2003
- 2. mesto na festivalu Melodije morja in sonca s pesmijo »Biseri v očeh« leta 2004
- 4. mesto na Hit festivalu s pesmijo »Ko pride čas« leta 2004
- Leta 2006 je prejel gong popularnosti